# Daniel John Felton
Daniel John Felton (Portsmouth, 5 febbraio 1955) è un vescovo cattolico statunitense, dal 7 aprile 2021 vescovo di Duluth.

## Biografia
Daniel John Felton è nato a Portsmouth, Virginia, il 5 febbraio 1955 da Ken e Carol. Ha quattro fratelli più piccoli.

### Formazione e ministero sacerdotale
Ha frequentato la St. Edward School di Mackville e la Appleton West High School di Appleton. Dal 1973 al 1977 ha studiato per il Bachelor of Arts in psicologia e studi religiosi presso il Saint Norbert College di De Pere.
Ha compiuto gli studi ecclesiastici presso la Saint John's University a Collegeville dal 1977 al 1981, ottenendo il Master of Theology.
Il 13 giugno 1981 è stato ordinato presbitero per la diocesi di Green Bay da monsignor Aloysius John Wycislo. In seguito è stato vicario parrocchiale della parrocchia dei Santi Innocenti a Manitowoc dal 1981 al 1985 e direttore per i rapporti con gli affiliati al Catholic Telecommunications Network of America (CTNA) a New York dal 1985 al 1987. Nel 1987 è stato inviato a Roma come corrispondente per CTNA. Nel 1990 ha conseguito la licenza in teologia e il master in comunicazioni sociali presso la Pontificia Università Gregoriana. Tornato in patria è stato parroco della parrocchia di San Raffaele Arcangelo a Oshkosh dal 1990 al 2004; parroco della parrocchia di San Francesco d'Assisi a Manitowoc dal 2004 al 2011; parroco delle parrocchie di Sant'Edoardo a Mackville, di Santa Maria a Greenville e di San Nicola a Freedom dal 2011 al 2014; vicario generale e moderatore della curia dal 2014 al 2021 e parroco moderatore della parrocchia di Santa Elizabeth Ann Seton a Green Bay nell'agosto del 2020.
È stato anche membro del collegio dei consultori, del consiglio presbiterale, del comitato diocesano per le finanze, del consiglio del personale, del consiglio di fondazione del St. Norbert College di De Pere, del consiglio di amministrazione del Silver Lake College, del consiglio consultivo nazionale della Conferenza dei vescovi cattolici degli Stati Uniti e della Leadership Roundtable, un'organizzazione di laici, religiosi e ecclesiastici che lavorano insieme per promuovere le migliori pratiche e responsabilità nella gestione, nelle finanze, nelle comunicazioni e nello sviluppo delle risorse umane della Chiesa cattolica negli Stati Uniti, inclusa una maggiore integrazione delle competenze dei laici.

### Ministero episcopale
Il 7 aprile 2021 papa Francesco lo ha nominato vescovo di vescovo di Duluth. Ha ricevuto l'ordinazione episcopale il 20 maggio successivo nella cattedrale di Nostra Signora del Rosario a Duluth dall'arcivescovo metropolita di Saint Paul e Minneapolis Bernard Anthony Hebda, co-consacranti il vescovo di Springfield in Illinois Thomas John Joseph Paprocki e quello di Green Bay David Laurin Ricken. Durante la stessa celebrazione ha presso possesso della diocesi.

## Genealogia episcopale
La genealogia episcopale è:
- Cardinale Scipione Rebiba
- Cardinale Giulio Antonio Santori
- Cardinale Girolamo Bernerio, O.P.
- Arcivescovo Galeazzo Sanvitale
- Cardinale Ludovico Ludovisi
- Cardinale Luigi Caetani
- Cardinale Ulderico Carpegna
- Cardinale Paluzzo Paluzzi Altieri degli Albertoni
- Papa Benedetto XIII
- Papa Benedetto XIV
- Papa Clemente XIII
- Cardinale Marcantonio Colonna
- Cardinale Giacinto Sigismondo Gerdil, B.
- Cardinale Giulio Maria della Somaglia
- Cardinale Carlo Odescalchi, S.I.
- Cardinale Costantino Patrizi Naro
- Cardinale Lucido Maria Parocchi
- Papa Pio X
- Cardinale Gaetano De Lai
- Cardinale Raffaele Carlo Rossi, O.C.D.
- Cardinale Amleto Giovanni Cicognani
- Cardinale Pio Laghi
- Cardinale Adam Joseph Maida
- Arcivescovo Allen Henry Vigneron
- Arcivescovo Bernard Anthony Hebda
- Vescovo Daniel John Felton